# Macromitrium punctatum
Macromitrium punctatum är en bladmossart som beskrevs av Bridel 1826. Macromitrium punctatum ingår i släktet Macromitrium och familjen Orthotrichaceae. Inga underarter finns listade i Catalogue of Life.